# (478) Tergeste
(478) Tergeste es un asteroide perteneciente al cinturón de asteroides descubierto el 21 de septiembre de 1901 por Luigi Carnera desde el observatorio de Heidelberg-Königstuhl, Alemania.
Está nombrado por el antiguo nombre de Trieste, una ciudad del norte de Italia.